# Giorgi Japaridze
Giorgi Japaridze e un logician, la Villanova University din Villanova, Pennsylvania. A contribuit la studiul logicii calculabilității.

## Opere
- G. Japaridze, Introduction to computability logic. Annals of Pure and Applied Logic 123 (2003), pages 1–99.
- G.Japaridze and D.DeJongh, The logic of provability. In: Handbook of Proof Theory, S.Buss, ed., North-Holland, 1998, pages 475-545.

## Referiri
- L.D. Beklemishev, J.J. Joosten and M. Vervoort, "A finitary treatment of the closed fragment of Japaridze's provability logic". Journal of Logic and Computation 15(4) (2005), pages 447-463.
- G. Boolos, The analytical completeness of Japaridze's polymodal logics. Annals of Pure and Applied Logic 61 (1993), pages 95–111.

1. 1 2  Genealogia matematicienilor